# Rădăuți
Rădăuți (pronunciació en romanès: [rədəˈut͡sʲ]; en alemany: Radautz; en hongarès: Radóc; ucraïnès: Радівці, Radivtsi; ídix: ראַדעװיץ o Radevits) és una ciutat del comtat de Suceava, al nord-est de Romania. Es troba a la regió històrica de Bucovina.
Rădăuți és el tercer assentament urbà més gran del comtat, amb una població de 23.822 habitants, segons el cens del 2011. Va ser declarat municipi el 1995, juntament amb altres dues ciutats del comtat de Suceava: Fălticeni i Câmpulung Moldovenesc. Rădăuți té una superfície de 32,30 km² i fou la capital de l'antic comtat de Rădăuți fins al 1950.

## Geografia
Rădăuți es troba a Bucovina, en una plana entre els rius Suceava i Sucevița 37 km al nord-oest de Suceava, la capital del comtat. La ciutat es troba a la depressió del mateix nom, a 375 metres altitud. És un dels assentaments més antics de Moldàvia, conegut des del segle XV. Les ciutats de Siret, Solca, Milișăuți i Vicovu de Sus es troben relativament a prop de la ciutat, a la zona d'influència urbana de Rădăuți.

## Demografia
Rădăuți va assolir la seva màxima població el 1992, quan més de 31.000 persones vivien dins dels límits de la ciutat. El 2016, la ciutat de Rădăuți era el segon assentament urbà més poblat del comtat de Suceava, després de la capital del comtat, Suceava.
Segons el cens del 2011, Rădăuți tenia 23.822 habitants: el 96,97% dels habitants eren romanesos d'ètnia, el 0,89% russos i lipovans, el 0,88% gitanos, el 0,54% ucraïnesos i el 0,23% alemanys (alemanys de Bucovina). El 83,4% eren ortodoxos romanesos, el 9,1% pentecostals, el 3,1% catòlics, el 0,9% afirmaven pertànyer a una altra religió, el 0,8% eren greco-catòlics i el 0,7% cadascun era baptista i ortodox.

## Història

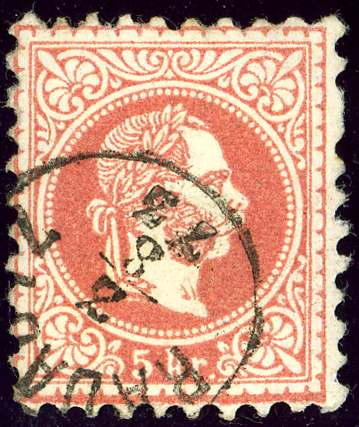
Segell austríac de KK, número 1873, cancel·lat a Radautz

L'esment del "llogaret de Radomir" (com a part d'una revisió de les propietats boieres de la zona) en un document de 1392 (uric) és generalment creu que és el primer esment de la ciutat i la indicació de l'origen del nom Rădăuți (altres teories afirmen que l'assentament va tenir els seus orígens en períodes anteriors i que el nom és un derivat influït per eslaus de la paraula llatina Rottacenum, tal com suposadament utilitzat pels soldats de la guarnició romana de Siret). La menció més antiga de Rădăuți com a tal data de 1413, en un document emès pel príncep moldau Alexandru cel Bun.
A mitjan segle xiv, Rădăuți ja era un assentament florent, la seu d'una important església ortodoxa oriental durant els temps de Bogdan I (1359-1365), i posteriorment un bisbat. Al voltant de l'església de Sant Nicolau (monestir de Bogdana), els arqueòlegs han descobert una capa d'habitació anterior al període de govern de Bogdan, que podria apuntar a l'existència d'un centre local abans de la fundació de Moldàvia.
Atorgat el privilegi d'organitzar fires, Rădăuți va evolucionar a causa de la seva ubicació favorable a mig camí entre les muntanyes dels Carpats i la zona de les terres altes (amb comerciants d'ambdues regions que establien contacte al mercat local). Les fires de Rădăuți han estat datades a l'època d'Esteve el Gran (un document de 1481; tanmateix, atès que l'esment inclou detalls de la intervenció d'Esteban per resoldre un conflicte comercial, és possible que les fires ja estiguessin ben establertes).
Rădăuți té una catedral, construïda el 1402, amb les tombes de diversos prínceps moldavos. Rădăuți també va ser la seu d'un bisbat grec, traslladat a Txernivtsi el 1786.
Rădăuți va ser una de les ciutats més grans del Ducat de Bucovina durant el període de l'administració dels Habsburg (1775–1918). Durant aquest temps, va veure un alt nivell d'immigració alemanya (especialment sueva), que posteriorment constituiria la base per als alemanys de Bucovina a tota la regió.

## Història jueva de Rădăuți
Hi havia una comunitat jueva abans de la presa de possessió dels Habsburg, i es testimonia que va ser supervisada per un starost.
Molts jueus que fugien del Regne de Galícia i Lodomeria (així com d'altres zones dels Habsburg) d'una intensa persecució i antisemitisme durant l'edat mitjana es van establir a Rădăuți. Es va permetre a la comunitat un cert grau d'autoadministració i va ser testimoni d'un període de prosperitat i efervescència cultural durant el segle xix.
La majoria de la població jueva de Rădăuți va ser exterminada durant l'Holocaust. Les persecucions es van generalitzar cap al 1938, quan els jueus van ser assetjats i atacats per les autoritats del govern d'Octavian Goga; van ser confirmats per la legislació antisemita aprovada pel gabinet Ion Gigurtu i, a finals de 1940, excepcionalment violenta després de la creació de l'Estat legionari nacional. L'octubre de 1941, tots els jueus presents a Rădăuți (més de 10.000) van ser deportats als camps de concentració de Transnístria.

## Monestir de Bogdana
L'església príncep de Rădăuți contenia les tombes de Bogdan I i el seu fill Lațcu, ambdós voivodes / prínceps de Moldàvia, així com un governant posterior, Romà I de Moldàvia. És el monestir més antic de Moldàvia i Bucovina (1365). Dins del monestir hi ha 14 tombes com ara les de Bogdan I (1359–1365), Lațcu Voievod (1365–1373), Roman I (1391–1394), Ștefan I (1394–1399), Bogdan, el germà Alexandru cel Bun, Bogdan, fill d'Alexandru cel Bun i d'altres.

## Ciutats germanes
Rădăuți està agermanat amb:
| - Beilstein, Alemanya - Pontault-Combault, França - Drochia, República de Moldàvia - Briceni, República de Moldàvia - Caminha, Portugal - Gliwice, Polònia - Kyrenia, Xipre - Ragusa, Itàlia |

## Fills il·lustres
- Avigdor Arikha - pintor israelià
- Emil Armin - artista nord-americà
- Alexandru Bodnar - atleta
- Heinrich Gärtner - director de fotografia
- Irina Lauric - piragüista d'esprint
- Iacov Putneanul - Metropolità
- Sant bisbe Leontie de Rădăuți
- Benedict Menkes - biòleg romanès
- Dan Pagis - poeta hebreu israelià i investigador de literatura
- Lothar Rădăceanu: periodista, lingüista, socialista i polític comunista
- Ștefan Rusu: campió olímpic de lluita grecoromana
- Matei Vișniec - Poeta i dramaturg romanès resident a França

## Galeria

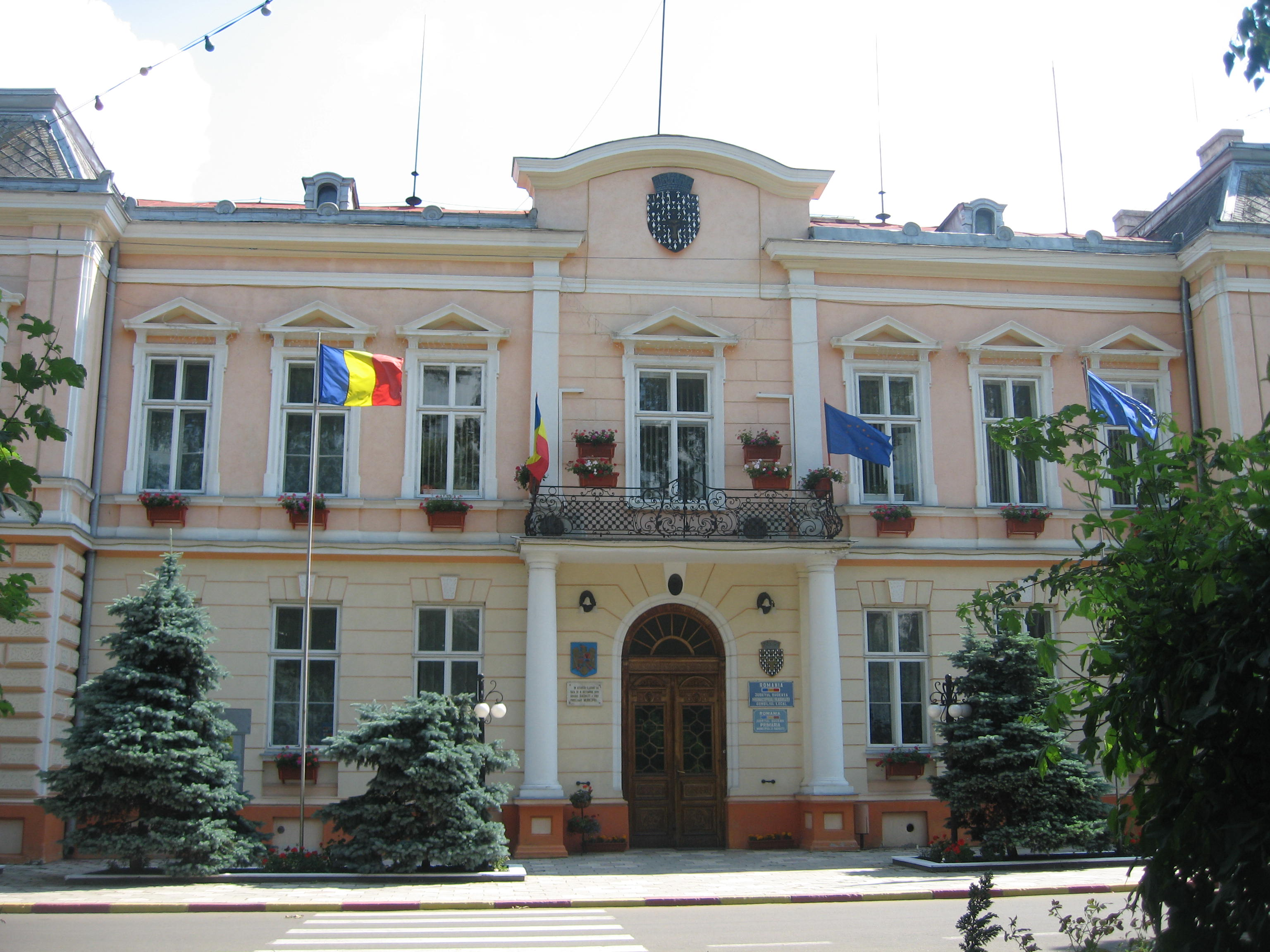
L’Ajuntament
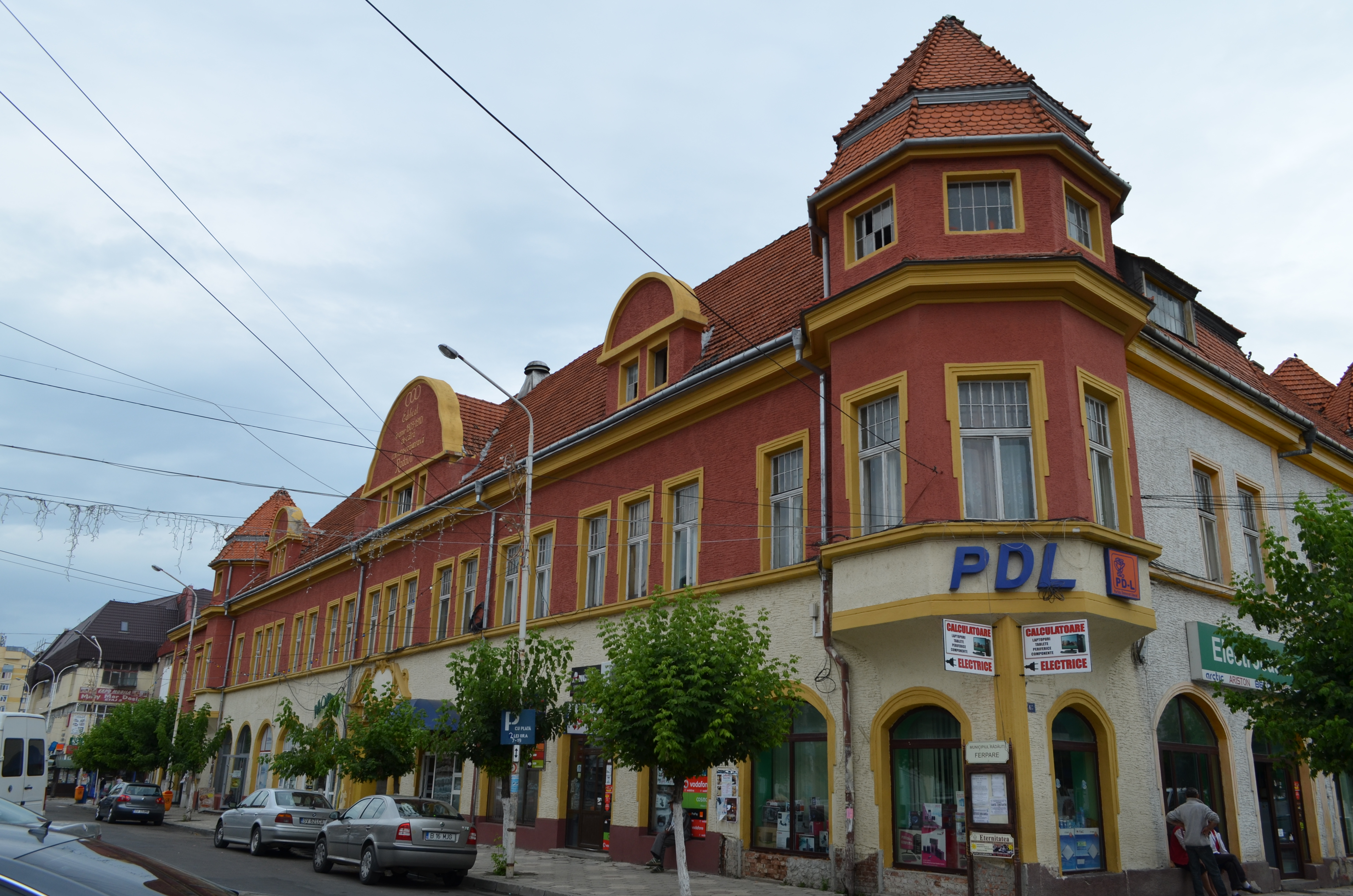
Antic edifici de la prefectura a Union Square
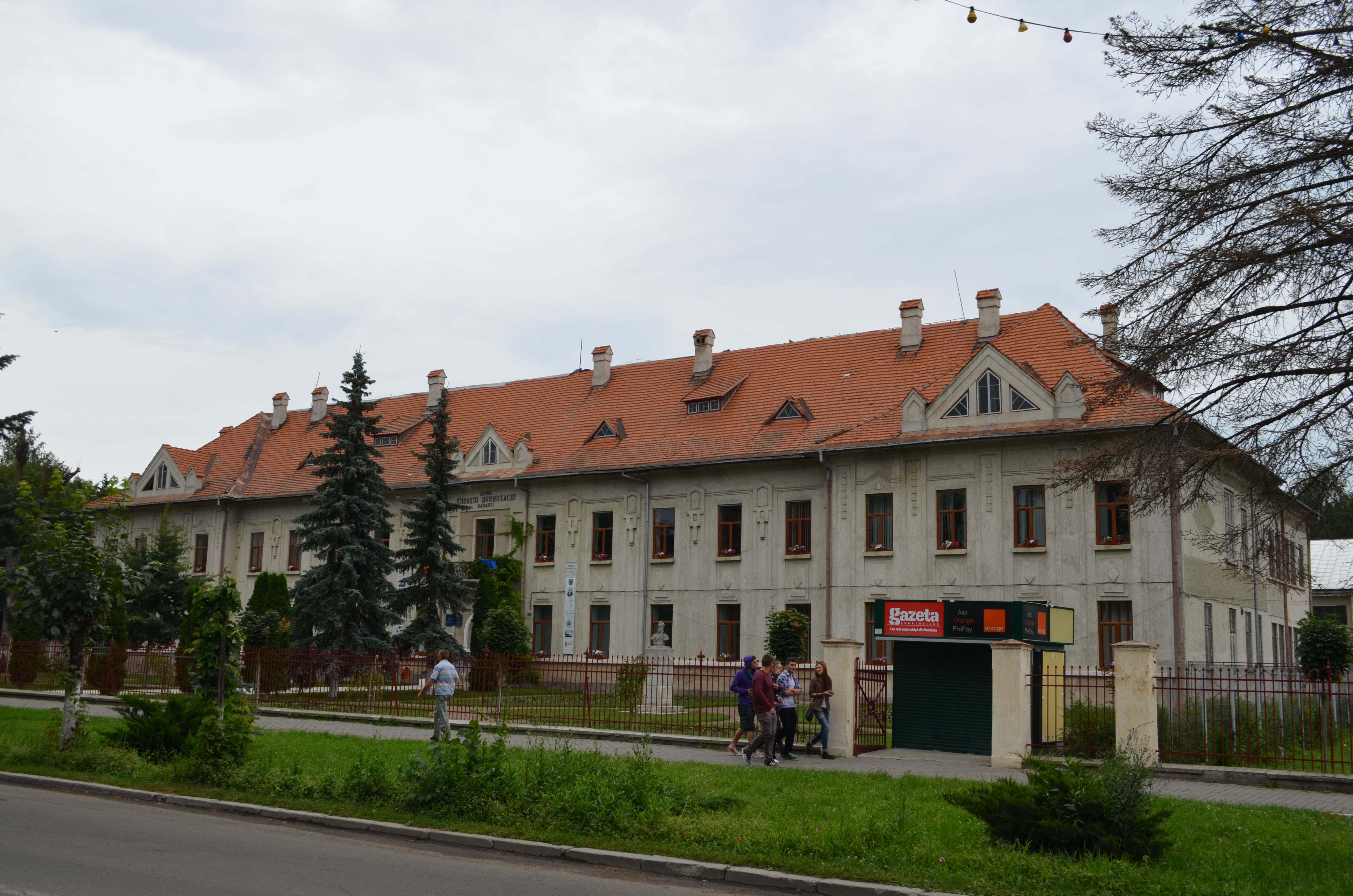
Institut Eudoxiu Hurmuzachi
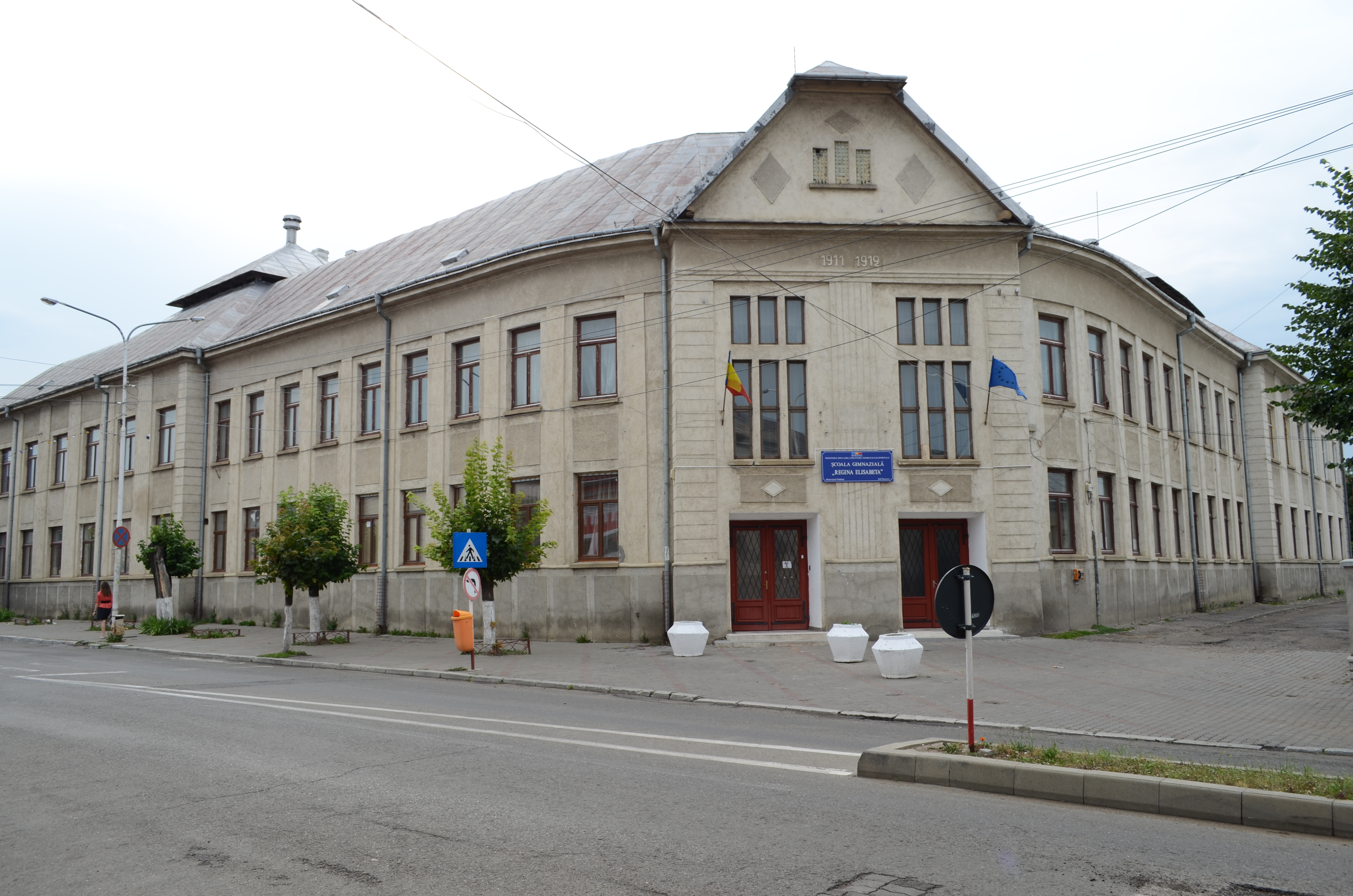
Escola primària Queen Elizabaeth
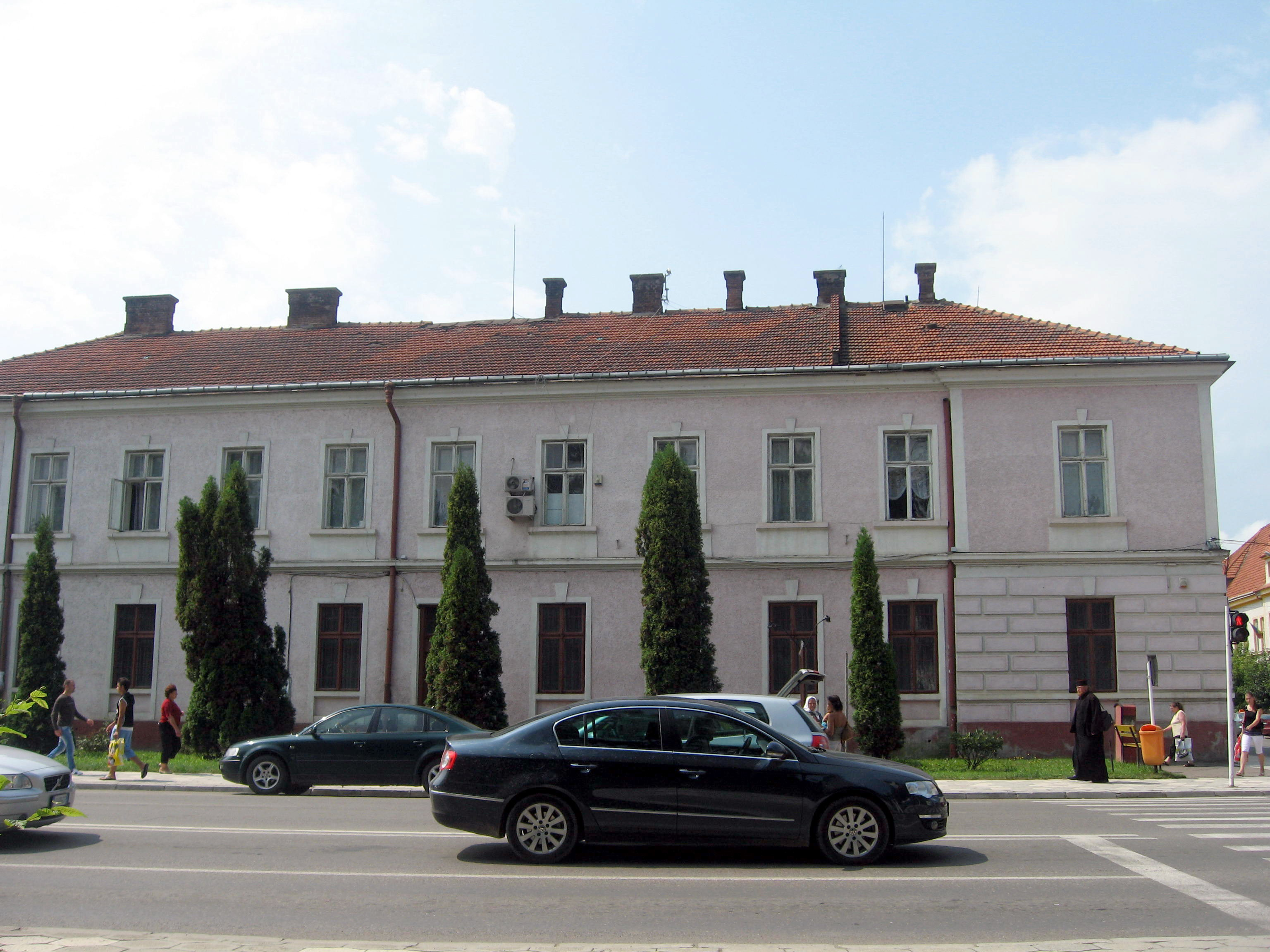
El Museu Etnogràfic
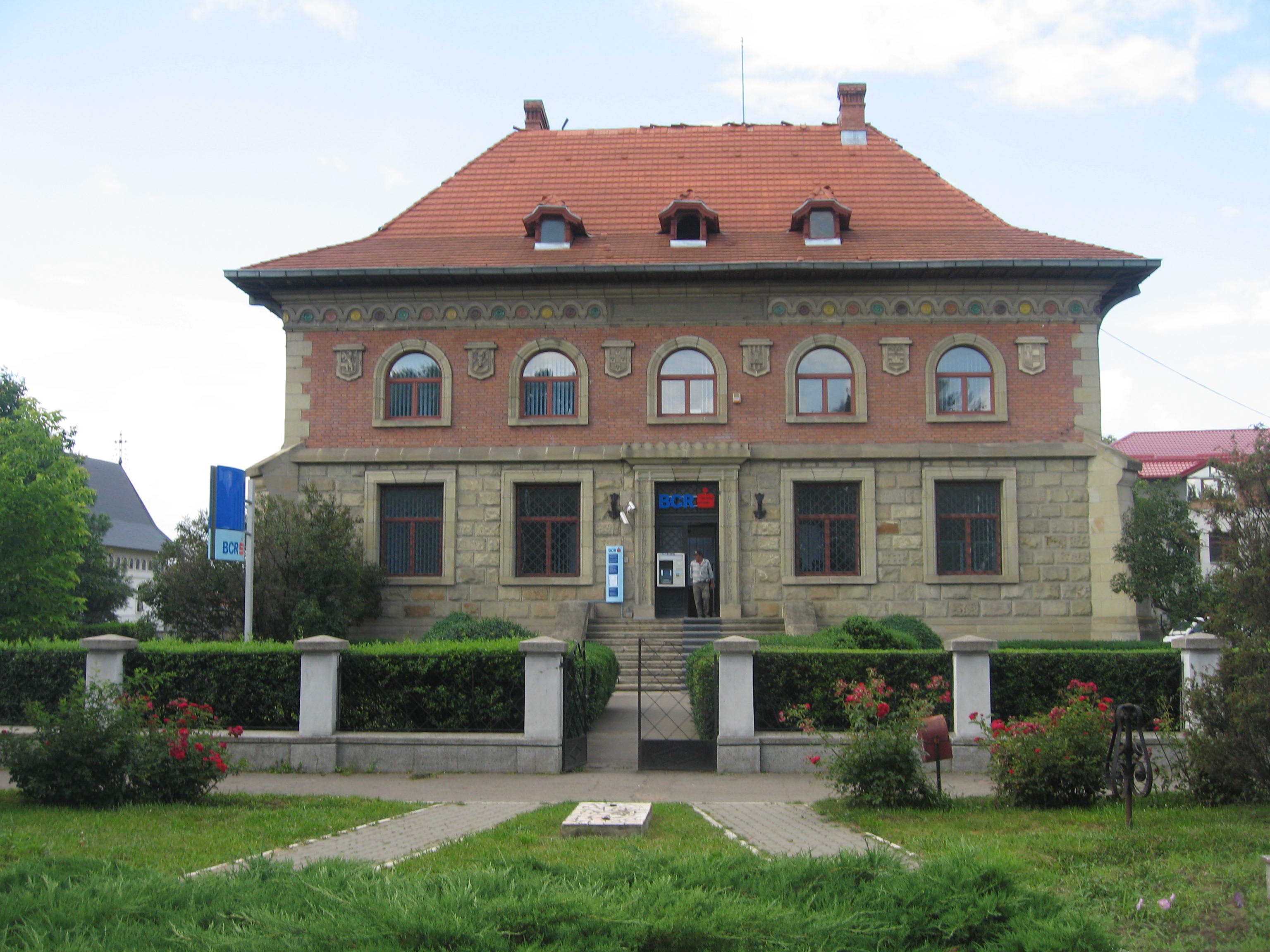
El Banc Comercial de Romania
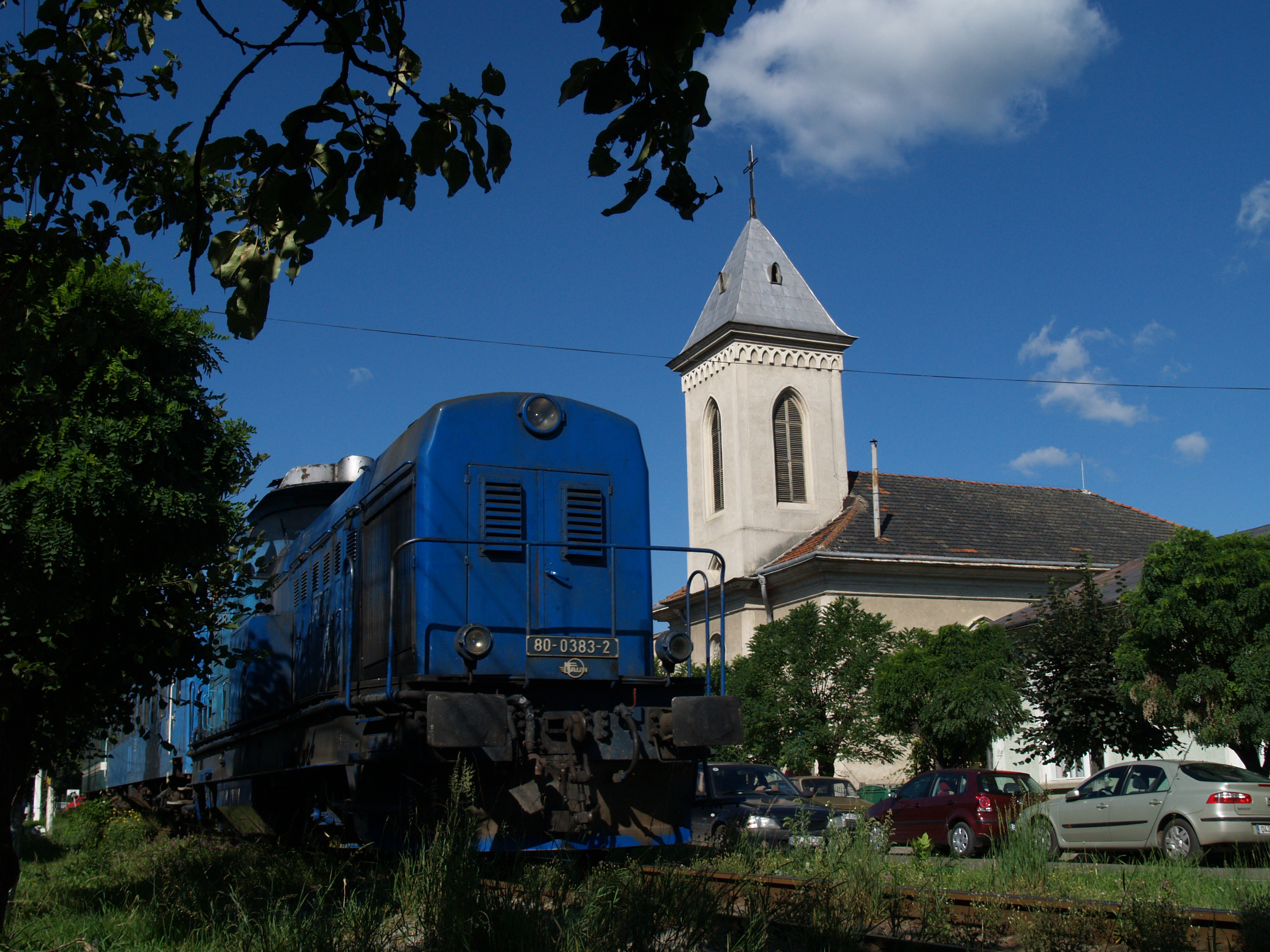
Tren CFR que passa per la ciutat
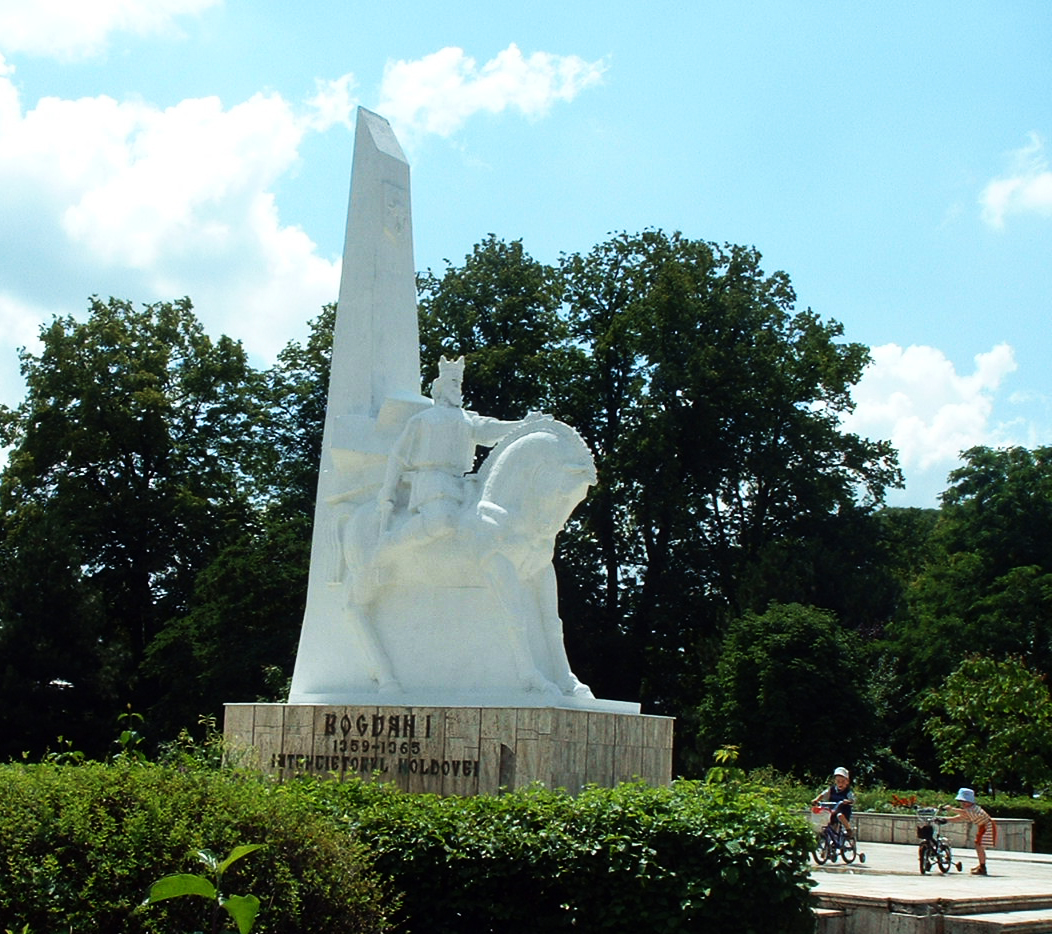
Estàtua eqüestre Bogdan I, de Marius Butunoi
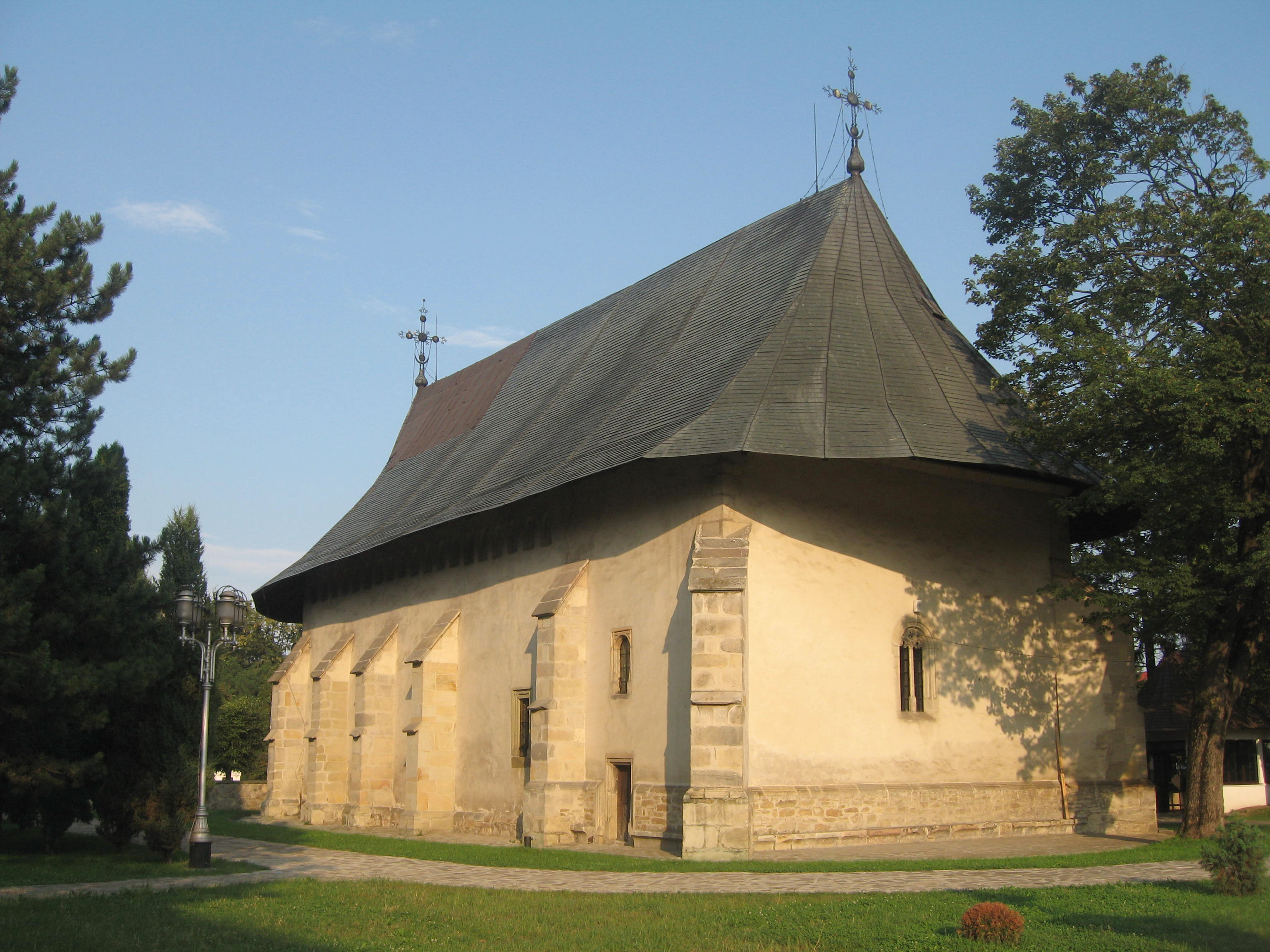
Monestir de Bogdana
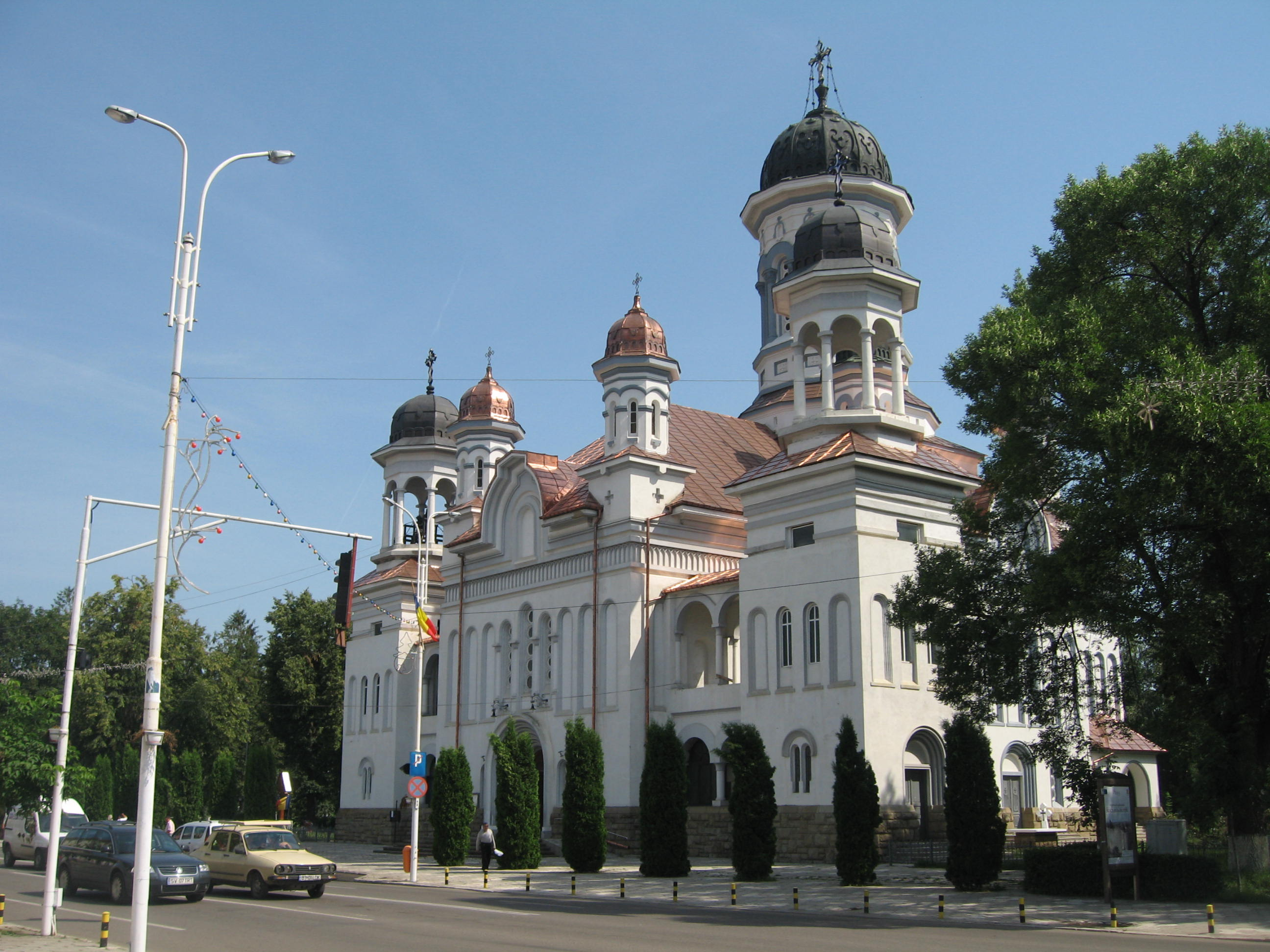
La catedral ortodoxa
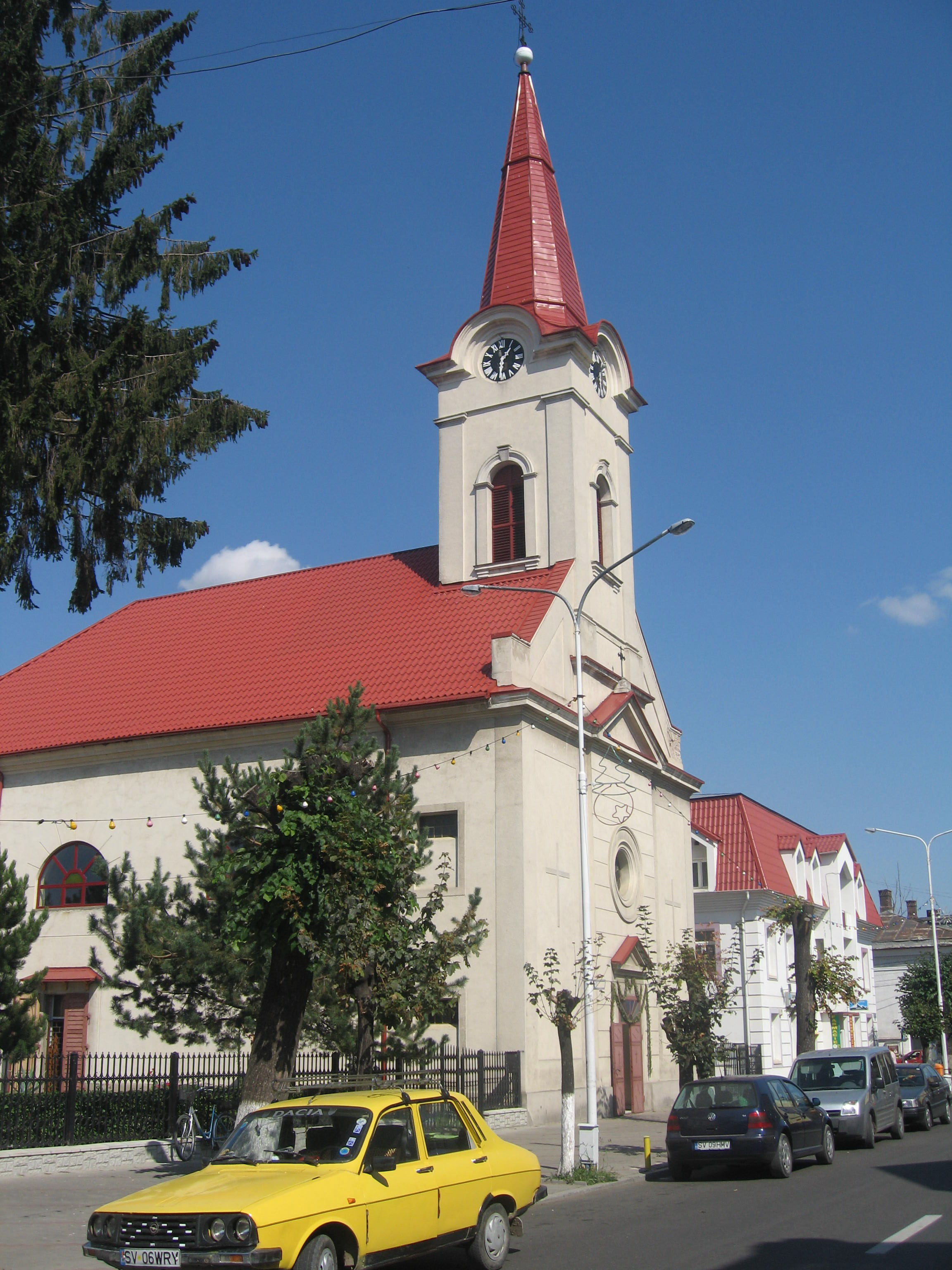
L'Església Catòlica Romana
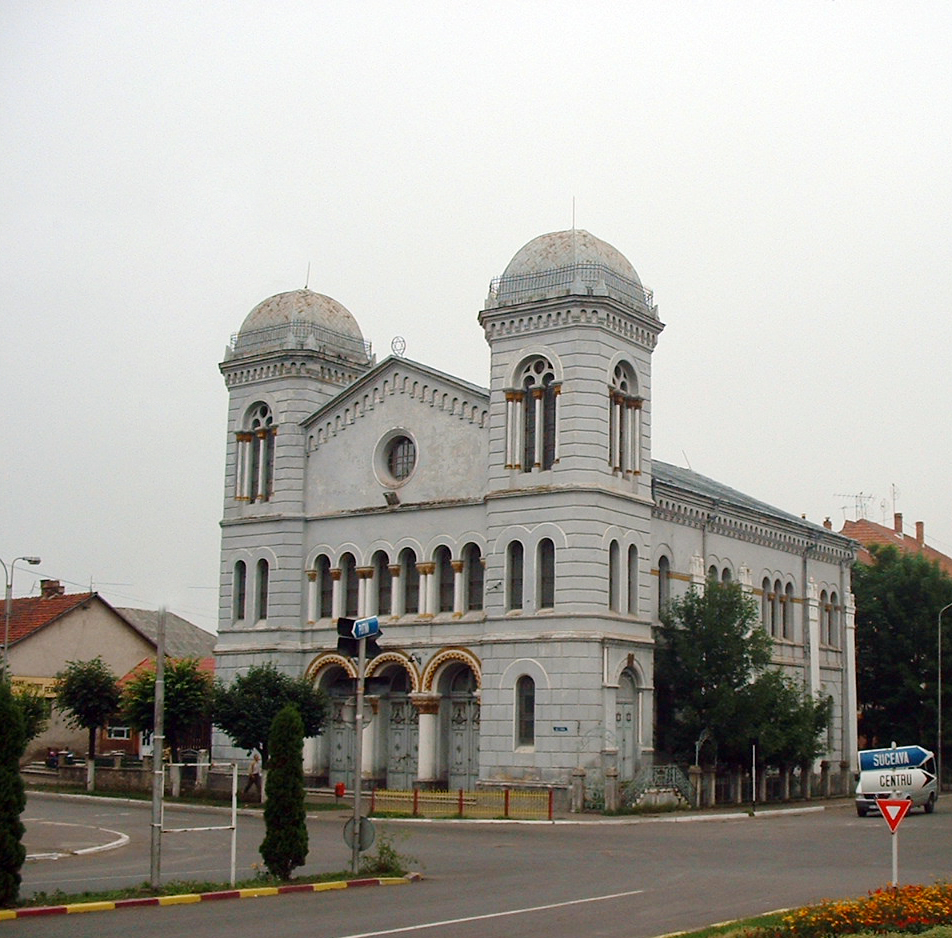
El temple jueu